# Goodlettsville
Goodlettsville is een plaats (city) in de Amerikaanse staat Tennessee, en valt bestuurlijk gezien onder Davidson County en Sumner County.

## Demografie
Bij de volkstelling in 2000 werd het aantal inwoners vastgesteld op 13.780.
In 2006 is het aantal inwoners door het United States Census Bureau geschat op 15.584, een stijging van 1804 (13.1%).

## Geografie
Volgens het United States Census Bureau beslaat de plaats een oppervlakte van
36,5 km², waarvan 36,2 km² land en 0,3 km² water. Goodlettsville ligt op ongeveer 146 m boven zeeniveau.

## Plaatsen in de nabije omgeving
De onderstaande figuur toont nabijgelegen plaatsen in een straal van 16 km rond Goodlettsville.